# Tamás Decsi
Tamás Decsi (ur. 15 października 1982 roku w Kazincbarcice) – węgierski szablista, brązowy medalista olimpijski i wielokrotny medalista mistrzostw świata.

## Kariera
W 1998 roku zdobył brąz w indywidualnej rywalizacji kadetów na mistrzostwach świata juniorów w Valencii. Na mistrzostwach świata juniorów w Keszthely w 1999 roku był indywidualnie drugi. Następnie był drugi drużynowo na mistrzostwach świata juniorów w South Bend w 2000 roku. Podczas mistrzostw świata juniorów w Gdańsku w 2001 roku zwyciężył w turnieju indywidualnym. Ponadto był drugi indywidualnie i trzeci drużynowo na mistrzostwach świata juniorów w Antalyi.
Wystartował na igrzyskach olimpijskich w Pekinie w 2008 roku, zajmując 7. miejsce drużynowo i 29. indywidualnie. Na rozgrywanych cztery lata później igrzyskach w Rio de Janeiro zajął 26. miejsce indywidualnie, w 1/16 finału przegrał z Rosjaninem Nikołajem Kowalowem 10-15. Brał też udział w igrzyskach olimpijskich w Tokio w 2020 roku, gdzie Węgrzy w składzie: András Szatmári, Áron Szilágyi, Tamás Decsi i Csanád Gémesi zdobyli brązowy medal drużynowo. Na tej samej imprezie zajął 29. miejsce w rywalizacji indywidualnej.
Wielokrotnie zdobywał medale mistrzostw świata w drużynie, w tym złote na MŚ w Petersburgu (2007) i MŚ w Mediolanie (2023), srebrne na MŚ w Rio de Janeiro (2016), MŚ w Lipsku (2017), MŚ w Budapeszcie (2019) i MŚ w Kairze (2022) oraz brązowe podczas MŚ w Antalyi (2009), MŚ w Kazaniu (2014) i MŚ w Wuxi (2018). Zdobył również brązowy medal indywidualnie na MŚ w Antalyi (2009), gdzie lepsi byli jedynie Niemiec Nicolas Limbach i Rareș Dumitrescu z Rumunii.
Zdobywał także medale mistrzostw Europy w turniejach drużynowych: złote na ME w Novim Sadzie (2018) i ME w Antalyi (2022), srebrne na ME w Izmirze (2006) i ME w Düsseldorfie (2019) oraz brązowe na ME w Moskwie (2002), ME w Montreux (2015) i ME w Tbilisi (2017).

## Osiągnięcia
| Rok  | Impreza                     | Miejsce          | Medal   |
| ---- | --------------------------- | ---------------- | ------- |
| 1998 | Mistrzostwa Europy juniorów | Bratysława       | złoty   |
| 2000 | Mistrzostwa Europy juniorów | Antalya          | złoty   |
| 2001 | Mistrzostwa świata juniorów | Gdańsk           | złoty   |
| 2002 | Mistrzostwa świata juniorów | Antalya          | srebrny |
| 2002 | Mistrzostwa świata juniorów | Antalya          | brązowy |
| 2003 | Mistrzostwa Węgier          |                  | srebrny |
| 2003 | Uniwersjada                 | Taegu            | brązowy |
| 2004 | Mistrzostwa Węgier          |                  | złoty   |
| 2004 | Mistrzostwa Węgier          |                  | złoty   |
| 2006 | Mistrzostwa Europy          | Izmir            | srebrny |
| 2007 | Mistrzostwa świata          | Sankt Petersburg | złoty   |
| 2011 | Mistrzostwa Węgier          |                  | brązowy |
| 2013 | Mistrzostwa Węgier          |                  | srebrny |
| 2014 | Mistrzostwa świata          | Kazań            | brązowy |
| 2015 | Mistrzostwa Europy          | Montreux         | brązowy |

## Źródła
- Profil w olympic.org (ang.)
- eurofencing.info: DECSI Tamas (ang.)
- Vívó Eb: a 4. helyen végzett a magyar férfi kardcsapat (węg.)